# Allocricetulus curtatus
Allocricetulus curtatus és una espècie de mamífer rosegador de la família dels cricètids. Viu a Rússia, Mongòlia i la Xina. Es tracta d'un animal crepuscular i nocturn que s'alimenta de llavors i, de tant en tant, insectes. El seu hàbitat natural són les dunes situades a herbassars o semideserts. Està amenaçat pel sobrepasturatge, l'esgotament dels recursos hídrics i les sequeres. El seu nom específic, curtatus, significa ‘escurçat’ en llatí.